# Макаров, Василий Александрович
Васи́лий Алекса́ндрович Мака́ров (1905—1938) — советский поэт, первостроитель Магнитки, создатель и руководитель литературной группы «Буксир» в г. Магнитогорске.

## Биография
- 1905, 1 января — родился на прииске Гулино Верхнеуральского уезда. Был старшим из 6 детей в семье.
- 1918 — тяжело заболел отец, и все заботы о пропитании семьи легли на плечи 13-летнего Василия, который устроился на шахту чернорабочим
- 1925 — по направлению рудничного комитета профсоюза золотых приисков поехал учиться на рабфак в Свердловск. В этом же году в областной молодёжной газете «На смену» появились его первые стихи. Принят в ВКП(б).
- 1925—1930 — жил и учился в Свердловске, печатался в газетах «Уральский рабочий» (Свердловск), «На смену!» (Свердловск), «Вперёд» (Троицк), журналах «Штурм» и «Колос». Одновременно с этим заведует литературным отделом в газете «На смену» и ведёт в ней литературный кружок.
- 1930 — осенью по партийной путёвке переехал в Магнитогорск, где основал и возглавил литературную группу «Буксир»
- 1932 — в Свердловске вышла первая и единственная книга стихов «Огни соревнования»
- 1934, 31 января — на ММК издан приказ директора А. Завенягина, согласно которому в числе талантливейших молодых поэтов суммой в 300 рублей и велосипедом был премирован и Василий Макаров[2].
- 1934, август — был делегатом I Всесоюзного съезда советских писателей
- 1937, 10 ноября арестован в Магнитогорске.
- 1938, 3 января — осуждён и расстрелян в Челябинской области
- 1957, 26 октября — реабилитирован Военной коллегией Верховного суда РСФСР

## Литературная деятельность

### Циклы стихов
- Огни соревнования

### Книги
1. 1932 — Огни соревнования (стихи). — Свердловск, 28 с.

### Публикации
1. Стихи. — Рождение чугуна. — Свердловск, Уралгиз, 1932.
2. Стихи. — Поэты литбригады. — Челябинск, Южно-Уральское книжное издательство, 1969, с. 64—75.